# Aeropuerto de Jerez
De Luchthaven van Jerez (Spaans: Aeropuerto de Jerez) is een Spaanse internationale luchthaven in Andalusië. Het vliegveld ligt 8 kilometer ten noordoosten van het centrum van Jerez de la Frontera. De luchthaven bedient ook de hele provincie Cádiz, evenals de provinciehoofdstad Cádiz. In 2019 verwerkt Jerez meer dan een miljoen passagiers. Jerez heeft een enkele terminal en een enkele startbaan. De luchthaven wordt beheerd door het Spaanse staatsbedrijf AENA. De luchthaven wordt bediend door Vueling Airlines en Ryanair, seizoensgebonden aangevuld met easyJet en Condor Flugdienst.
Bij opening in 1938 was de luchthaven een militaire vliegbasis. De burgers van Jerez kopen een deel van het terrein, en vanaf 1946 wordt het een gemengde publieke/militaire luchthaven. In 1968 volgen een nieuwe terminal, internationaal vliegverkeer en de verlenging van de startbaan. In de jaren negentig volgt nogmaals een nieuwe terminal, en verhuis de vliegbasis naar een ander militair domein. Vanaf 1993 is Jerez een zuiver publieke luchthaven. Sinds 2011 wordt de luchthaven per trein ontsloten met het station Estación de Aeropuerto de Jerez. De luchthaven ligt omsloten door de A-4 waar de terminal op aansluit en de AP-4 (Spanje).
De toename van reizigers kende een hoogtepunt in 2007 toen de luchthaven 1.607.000 passagiers telde, in 2019 ging het om 1.210.742 vervoerde reizigers.